# Limba venetă
Limba venetă (sau venețiană; în italiană veneto, în venetă vèneto) este o limbă romanică vorbită de două milioane de oameni, în principal în regiunea italiană Veneto. Este adesea considerată dialect al limbii italiene, inclusiv și de către vorbitori, dar prezintă diferențe structurale clare față de italiana standard.
Limba venetă nu trebuie confundată cu italiana venețiană. Deși cele două limbi s-au influențat reciproc, sînt clasificate pe ramuri diferite ale limbilor romanice italo-vestice: limba italiană aparține de grupul limbilor italo-dalmate (împreună cu limbi precum dalmata și siciliana), în timp ce limba venetă face parte din grupul limbilor galo-iberice, înrudindu-se astfel mai îndeaproape cu limba franceză decît cu italiana.
De asemenea, limba venetă nu trebuie confundată nici cu limba venetică, o limbă indo-europeană dispărută, care se vorbea în aproximativ aceeași regiune și care s-a păstrat numai sub forma cîtorva sute de inscripții datate în secolele VI î.Hr.–I î.Hr.